# Mario Boljat
Mario Boljat (Split, 31. kolovoza 1951. – ?, 1. siječnja 2024.) bio je hrvatski nogometaš.

## Karijera
Karijeru je započeo u splitskom Hajduku za koji je igrao deset godina od 1969. do 1979. godine. Tada s Hajdukom u više navrata osvaja prvenstavo i kup tadašnje države. Poslije kratko igra za njemački FC Schalke 04. Za Schalke je igrao samo devet puta i uspio je zabiti dva puta.
Za jugoslavensku reprezentaciju nastupio je u pet utakmica (3 prijateljske i 2 kvalifikacijske).
Statistika u Hajduku
| Natjecanje        | Nastupi | Zgoditci |
| ----------------- | ------- | -------- |
| Prvenstvo         | 207     | 6        |
| Kup               | 21      | 1        |
| Superkup          | 0       | 0        |
| Međunarodne       | 29      | 0        |
| Splitski podsavez | 0       | 0        |
| Ukupno            | 257     | 7        |
| Prijateljske      | 168     | 15       |
| Sveukupno         | 425     | 22       |

Na prvu službenu utakmicu ulazi kao zamjena Jurici Jerkoviću 26. listopada 1969 u Splitu protiv Zagreba, koja je završila rezultatom 5:0 za Hajduk. Dva gola dao je Nadoveza, a ostala 3 Jerković, Vardić i Pavlica.

## Priznanja

### Klupska
Hajduk Split
- Prvak Jugoslavije (4): 1970./71., 1973./74., 1974./75., 1978./79.
- Kup Jugoslavije (5): 1972., 1973., 1974., 1975./76., 1976./77.

## Vanjske poveznice
- Profil na kicker.de
- Profil na footballdatabase.eu